# Kwak Jae-young
Kwak Jae-young (곽재용) (ur. 22 maja 1959) – południowokoreański reżyser i scenarzysta.

## Filmografia
- Watercolor Painting in a Rainy Day (1989)
- Autumn Trip (1992)
- Watercolor Painting in a Rainy Day 2 (1993)
- My Sassy Girl (2001)
- The Romantic President (2002)
- The Classic (2003)
- Windstruck (2004)
- Ark (2004)
- My Girl and I (2005)
- Daisy (2006])
- My Mighty Princess (2007)
- Cyborg She (2008)
- All About Women (2008)